# Val-d’Arc
Val-d’Arc község Franciaország Auvergne-Rhône-Alpes régiójában, Savoie megyében. Új községként 2019. január 1-jén jött létre Randens és Aiguebelle község egyesítésével. A korábbi községek egyesülésekor az új község lélekszáma 2026 fő lett. Lakosainak száma 2009 fő (2022. január 1.).

## Népesség
| Lakosok száma | 2008 | 2012 | 2018 | 2015 | 2012 | 2009 |
|               | 2017 | 2018 | 2019 | 2020 | 2021 | 2022 |